# Petrorhagia illyrica
Petrorhagia illyrica là loài thực vật có hoa thuộc họ Cẩm chướng. Loài này được (Ard.) P.W.Ball & Heywood miêu tả khoa học đầu tiên năm 1964.